# Alaska-Airlines-Flug 2059

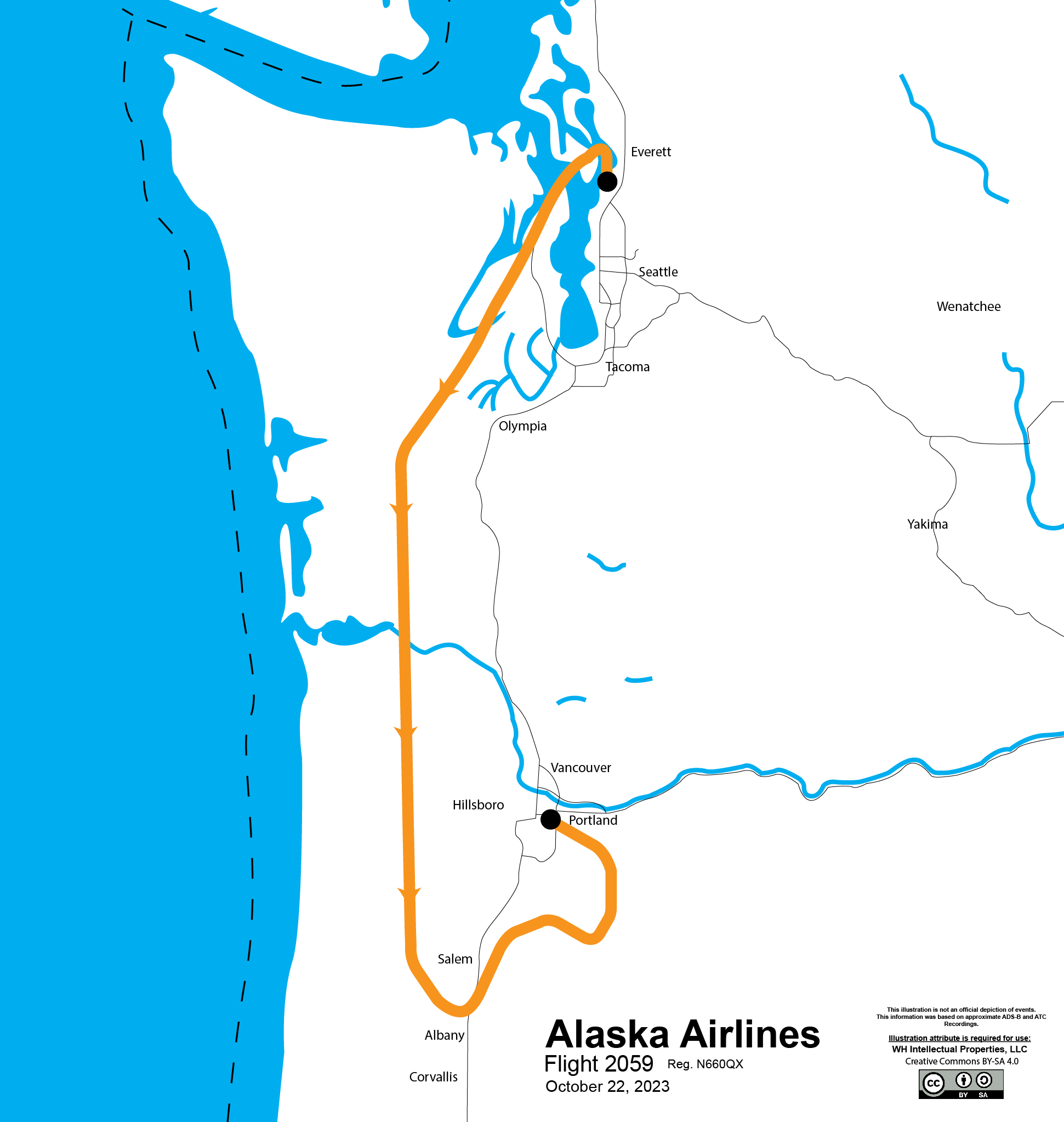
Flugverlauf von Alaska-Airlines-Flug 2059

Alaska-Airlines-Flug 2059 (Flugnummer: AS2059) (Horizon-Air-Flug 2059 (Flugnummer: QX2059)) war ein von Horizon Air im Auftrag von Alaska Airlines durchgeführter Inlandsflug. Dieser sollte am 22. Oktober 2023 vom Snohomish County Airport in Everett, Washington, zum internationalen Flughafen von San Francisco führen. Auf diesem Flug versuchte ein außerdienstlicher Pilot, der auf dem Jumpseat saß, das Flugzeug durch Abschalten der Triebwerke zum Absturz zu bringen. Der Verdächtige Joseph David Emerson zog an den Griffen der Triebwerksfeuerlöscher der Embraer 175, um die Treibstoffzufuhr zu unterbrechen. Der Besatzung gelang es, ihn zu überwältigen und auf dem Portland International Airport in Oregon notzulanden. Dort wurde Emerson verhaftet.

## Flugzeug
Bei dem Flugzeug handelte es sich um eine Embraer 175LR mit dem Luftfahrzeugkennzeichen N660QX.
An Bord des Flugzeugs befanden sich vier Besatzungsmitglieder sowie 80 Passagiere, darunter ein außer Dienst befindlicher Pilot von Alaska Airlines Joseph David Emerson, der als Deadheading-Pilot auf dem Jumpseat im Cockpit saß.

## Flugverlauf
Als das Flugzeug in der Nähe von Portland, Oregon, nach Süden flog, rief Emerson: „Ich fühle mich nicht gut.“, und zog an den beiden T-Griff-Bedienelementen, die die Feuerlöschanlage für jedes der Triebwerke des Flugzeugs aktivieren. Wenn der T-Griff vollständig ausgefahren ist, unterbricht ein Ventil den Treibstofffluss zum Triebwerk. Die Besatzung war in der Lage, die T-Griffe schnell zurückzusetzen, um sicherzustellen, dass die Triebwerksleistung nicht verloren ging. Flugbegleiter legten Emerson 30 Sekunden lang Handfesseln an, bevor Emerson ruhig zum hinteren Teil des Flugzeugs ging, nachdem er aufgefordert worden war, das Cockpit zu verlassen, und einem Flugbegleiter sagte: „Sie müssen mir sofort Handschellen anlegen, sonst wird es schlimm“. Ein anderer Flugbegleiter hörte ihn sagen: „Ich habe alles vermasselt“ und „versucht, alle umzubringen“. Kurz nach dem Vorfall, als das Flugzeug noch in der Luft war, teilte der Pilot der Flugsicherung mit: „Wir haben den Kerl, der versucht hat, die Triebwerke abzuschalten, aus dem Cockpit geholt, und es klingt nicht so, als würde er im Moment irgendwelche Probleme im hinteren Teil des Flugzeugs verursachen“.
Der Flug wurde zum Portland International Airport umgeleitet. Im Sinkflug soll Emerson versucht haben, nach dem Griff eines Notausstiegs zu greifen, wurde aber von einer Flugbegleiterin aufgehalten. Bei dem Vorfall gab es keine Verletzten.

## Folgen
Der 44-jährige Verdächtige Emerson wurde wegen 83-fachen versuchten Mordes und 83-facher fahrlässiger Gefährdung angeklagt. Zusätzlich kam es zu einer Anklage wegen Gefährdung eines Flugzeugs.
In einer Erklärung nach dem Vorfall erklärte der amerikanische Verkehrsminister Pete Buttigieg, er sei: „dankbar für die professionelle Flugbesatzung und die Fluglotsen, die sich eingesetzt haben, um das Flugzeug sicher nach Portland zu führen. Die FAA unterstützt die Strafverfolgungsbehörden bei der Ermittlung und wird sich auf die Sicherheitsmängel konzentrieren, die sich aus den Untersuchungen ergeben“.
Bei einer Anhörung vor dem Bezirksgericht vom Multnomah County und Berichten des FBI zufolge sagte Emerson nach seiner Verhaftung, dass er in den vergangenen sechs Monaten mit schweren Depressionen zu kämpfen gehabt habe und nach dem Tod eines Freundes mit der Einnahme von Magic Mushrooms begonnen habe, um seine Trauer zu bewältigen.
Nachdem Emerson in Gewahrsam genommen worden war, bestiegen die Passagiere eine andere E175 von Horizon Air nach San Francisco. Die in den Vorfall verwickelte Maschine wurde am nächsten Tag wieder in Betrieb genommen. Horizon Air fliegt weiterhin mit der Flugnummer 2059 auf derselben Strecke.